# Mycoporellum obscurum
Mycoporellum obscurum är en lavart som först beskrevs av Christiaan Hendrik Persoon, och fick sitt nu gällande namn av A.L. Sm. 1911. Mycoporellum obscurum ingår i släktet Mycoporellum, klassen Dothideomycetes, divisionen sporsäcksvampar och riket svampar.   Inga underarter finns listade i Catalogue of Life.